# 2012년 러시아 대통령 선거
2012년 러시아 대통령 선거는 2012년 5월 7일 취임하는 대통령을 선출하는 선거로, 2012년 3월 4일 국민 직접 선거로 치러졌다.
입후보를 표명한 사람은 통합 러시아당의 블라디미르 푸틴, 러시아 연방 공산당의 겐나디 주가노프, 야블로코의 그리고리 야블린스키, 러시아 자유민주당의 블라디미르 지리놉스키, 올리가르히 가운데 한 사람인 미하일 프로호로프, 공정 러시아의 세르게이 미로노프이었다.
2012년 1월 27일, 러시아 중앙선거관리위원회는 야블린스키의 야블로코가 제출한 지지자 서명 가운데 25% 이상이 원본을 복사하거나 가짜로 꾸민 것이라는 이유를 들어 "야블린스키를 대선 후보로 등록할 수 없다"고 밝혔다.
이후 대선 후보는 5명으로 압축되었다.
3월 4일 치러진 선거 결과, 통합 러시아당의 블라디미르 푸틴이 63.6%를 득표, 쥬가노프와 프로호로프,지리놉스키, 그리고 미로노프 후보를 제치고 압도적 득표로 최종 당선되었으나, 모스크바 등에서는 선거 결과 부정을 주장하며 푸틴의 당선에 항의하는 시위가 벌어졌다.
쥬가노프 후보는 지난 2008년 대선에 이어 또다시 2위를 기록하였고, 프로호로프는 2개월간의 짧은 선거운동에도 불구, 3위를 차지하는 기염을 토했다.
지리놉스키 후보는 6%의 득표를 기록하였으며, 미로노프는 3.86%를 득표했다.